# タイタニックを題材とした映画作品
タイタニックを題材とした映画作品（タイタニックをだいざいとしたえいがさくひん）の項目では、豪華客船タイタニック号や1912年4月14日深夜に起こった同船の沈没事故を題材にした映画について解説する。

## 作品一覧
- Saved From The Titanic （1912年5月14日、アメリカ）

監督：エティエンヌ・アノー、脚本・主演：ドロシー・ギブソン
タイタニックの事故から1か月後に公開された劇映画。タイタニック号の生存者で、女優のドロシー・ギブソンが脚本・主演を行った。現在、フィルムは散逸している。
- 夜と氷の中で - In Nacht und Eis （1912年、ドイツ）

監督：ミーメ・ミス、主演：ヴァルデマール・ヘッカー
タイタニックの事故から2か月後にベルリン市内の撮影所で作られ、翌7月6日には、上映されたサイレント映画。現存しているタイタニック号の沈没事故を描いた最古の映画である。
約45分間3部構成で、前半部分は、ニュース映画用に撮影された本物のタイタニック号の映像が使用され、後半は湖の浅瀬で8mのタイタニックの模型を使ったり、タイタニックに似せたセットを使って撮影された。内容は主に氷山に衝突、沈没するまでの船員達の奮闘ぶりを描いている。
氷山が群れを成していたり、スミス船長自ら氷山回避の操舵をしていたり、衝突の衝撃で乗客が転げまわっていたりと、史実とかなり異なる描写が見えるが、浸水する通信室の中で最後まで遭難信号を送り続ける通信士、乗客の混乱の様子など、後のタイタニック映画にも採用されるシーンもこの作品からうかがえる。
日本では、TBS系『世界に眠る幻の未公開マル秘映像大発掘スペシャル!』で公開された。
- La Hantise (英題: The Obsession、1912年10月、フランス）

監督：ルイ・フイヤード、出演：Renée Carl、René Navarre
ゴーモン社の製作による24分のサイレント映画。
- アトランティス - Atlantis （1913年、デンマーク）

監督：オーガスト・ブロム、出演：Olaf Fønss、Ida Orlov
デンマークのサイレント映画。1912年に書かれたゲアハルト・ハウプトマンの同名小説を基に映画化。劇中に登場するタイタニック号をモデルにした「ローランド号」の沈没シーンは実物大のセットを使って撮影された。日本では1916年7月26日に公開されている。
- Titanic （1915年、イタリア）

監督：Pier Angelo Mazzolotti、出演：Mario Bonnard、Giovanni Casaleggio
20分のサイレント映画。
- タイタニック - East Side, West Side （別題: Titanic、1927年、アメリカ）

アラン・ドワン監督、主演：ジョージ・オブライエン、Virginia Valli、ジューン・コリアー
フェリクス・リーゼンバーグの小説 East Side, West Side の映画化で、登場人物の一人がタイタニック号に乗船する。
- アトランチック - Atlantic （独題: Atlantik、1929年、イギリス）

監督：E. A. Dupont、主演：Franklin Dyall、マデリーン・キャロル　ドイツ版主演：フリッツ・コルトナー、Elsa Wagner
災害映画としては初のトーキーである。イギリス版、ドイツ版、フランス版（サイレント）が作られた。ドイツ版は全編ドイツ語による初のトーキーであり、ドイツ国内で大ヒットを記録した。
- カヴァルケード（大帝国行進曲） - Cavalcade （1933年、アメリカ）

監督：フランク・ロイド、主演：ダイアナ・ウィンヤード、クライヴ・ブルック
イギリスのある上流階級の家族の歩みが歴史的背景と重ねあわせて描かれる大河ドラマ。主人公の長男が新婚旅行の途中にタイタニック号の事故に遭難するエピソードが登場する。
- 歴史は夜作られる - History Is Made at Night （1937年、アメリカ）

監督：フランク・ボーゼイジ、主演：シャルル・ボワイエ、ジーン・アーサー
タイタニック号の遭難をモデルにした事故をストーリーに取り入れた恋愛映画。船の名前は「プリンセス・アイリーン」に変えられている。婚約者を奪われた船会社の社長が、婚約者の乗る船をわざと氷山に衝突させるという、タイタニック号の事故直後から噂されていた陰謀論を取り入れた異色作だが、プリンセス・アイリーン号は島ほどもある氷山に乗り上げて沈没を免れる。
- タイタニック - Titanic （1943年、ドイツ）

監督：Werner Klingler、Herbert Selpin、主演：Sybille Schmitz、Hans Nielsen
第二次世界大戦中にナチスが製作したドイツの劇映画。架空のドイツ人の航海士が横柄なイギリス人のスミス船長に、氷原に入ったので、全速力で進むタイタニック号の速度を落としてくれと誓願し、それを聞き入れない船長は反対に彼を面罵する。タイタニック号が氷山に衝突した際、ドイツ人航海士は救命ボートの一隻を得て、そのボートにイギリス・アメリカなど連合国側の人間を乗せず、枢軸国側の人間を乗せたり、船室に閉じこめられたドイツ人少女を助けたりするなど、プロパガンダ的要素が強い作品である。衝突した氷山が小さかったり、タイタニック号が照明灯を持っていたり、計器に書かれているのが英語ではなくドイツ語など、おかしな描写もあるが、一等大階段の浸水シーンや、海に落ちた乗客が救命ボートにすがるシーンなど、当時としては斬新と思える取り組みをしている。撮影に使われたカップ・アルコナはもとドイツ・南アメリカ航路の豪華客船で、1945年に強制収容所の戦争捕虜を中立国スウェーデンに移送する最中にイギリス軍機の空襲を受けて沈み、5,000人以上の犠牲者を出している。
メイキング状況や製作背景・経緯については、ドキュメンタリー番組『検証！ナチス製作映画「タイタニック」』（ヒストリーチャンネル）で詳細に解説されている。
- タイタニックの最期 - Titanic （1953年、アメリカ）

監督：ジーン・ネグレスコ、主演：クリフトン・ウェッブ、バーバラ・スタンウィック
沈没シーンでボイラー室の爆発が描かれており、数あるタイタニックの沈没シーン中でも異色の、爆発しながら沈没という描写になっている。この映画の楽団はバンド演奏となっている。
- SOSタイタニック/忘れえぬ夜 - A Night to Remember （ビデオ題: SOSタイタニック、1958年、イギリス）

監督：ロイ・ウォード・ベイカー、主演：ケネス・モア、Ronald Allen、オナー・ブラックマン
ウォルター・ロードのドキュメンタリーを原作に、タイタニック号の最後を描いた劇映画。タイタニックの二等航海士チャールズ・ライトラーが主人公で、彼の視点で沈没までが描かれる。 機関士達の奮闘ぶりや、落ちてきた煙突が人に当たったりするなど、革新的な演出で高く評価された。タイタニック号を題材にした作品では、確認できるかぎり最後のモノクロ映画である。
- 不沈のモリー・ブラウン - The Unsinkable Molly Brown （1964）

監督：チャールズ・ウォルターズ、主演：デビー・レイノルズ
タイタニック号の遭難から生還したアメリカ人女性モリー・ブラウンを主人公にしたミュージカル・コメディ。この作品はモリー・ブラウンの半生がメインであり、タイタニック号の沈没は最後に描かれている。
- 失われた航海 - S.O.S. Titanic （1979年、イギリス・アメリカ）

監督：ビリー・ヘイル、出演：デビッド・ジャンセン、クロリス・リーチマン
タイタニック事件をドキュメンタリータッチで描いた英米合作のテレビ映画。実話ベースの作りで「二等船客の出番が多い」というのが珍しい。一等船客、二等、三等のそれぞれのクラスの中で束の間の恋の物語が花開くというもの。
実話に関連した見所としては、本物の船を使用し、1997年の『タイタニック』ほど絢爛ではないものの、本物の巨大なエンジンを見せ、船底の火夫達の普段の暮らしと事故の瞬間のパニックも省略せず描かれている。また無線通信を描写の上で大きく扱っているのは珍しい。また、沈みゆく船の中で最後まで演奏し続けた楽団の中にピアノが登場した初の映画であった。（ただし、この映画では楽団がバンドを奏でている最中に浪に呑み込まれてしまい、タイタニック映画でよく奏でられる「主よ御許に近づかん」を奏でない）。
日本では劇場公開された。
- レイズ・ザ・タイタニック - Raise the Titanic （1980年、アメリカ・イギリス）

監督：ジェリー・ジェームソン、出演：リチャード・ジョーダン、ジェイソン・ロバーズ、アン・アーチャー、アレック・ギネス
クライブ・カッスラーの冒険小説『タイタニックを引き揚げろ』の映画化作品。タイタニックに積み込まれていた希少物質を巡って主人公と敵が暗闘を繰り広げる話で、従来の沈没当時の出来事をドラマにした諸作とは違う異色作でもある。カッスラーはこの映画の失敗のため、25年後まで著作の映画化を拒否し続けた。
- バンデットQ - Time Bandits （1981年、イギリス）

監督：テリー・ギリアム、出演：クレイグ・ワーノック、マイケル・ペイリン、ショーン・コネリー
「モンティ・パイソン」のテリー・ギリアム監督によるファンタジー・コメディ映画。タイムホールで様々な時代や場所を移動する主人公たちが沈没直前のタイタニック号に遭遇する。
- タイタニック 真実の姿 - Titanica（ビデオ題: タイタニック 深海に沈む真実、1992年、アメリカ・カナダ）

監督:スティーヴン・ロウ、ナレーター：レナード・ニモイ
アイマックス社の製作によるドキュメンタリー映画。日本では1997年の『タイタニック』の公開時に短縮版が公開された。
- ザ・タイタニック - Titanic （1996年、アメリカ）

監督：ロバート・リーバーマン、主演：ピーター・ギャラガー、キャサリン・ゼタ＝ジョーンズ
沈没シーンにCGを使用したテレビ映画。船体が折れる描写が初めて映像化された。また、マードック一等航海士の拳銃自殺も当作から描かれた(事実とは異なる)。
- タイタニック - Titanic （1997年、アメリカ）

監督：ジェームズ・キャメロン、主演：レオナルド・ディカプリオ、ケイト・ウィンスレット
タイタニック号の沈没を背景にしたラブストーリー。1997年のアカデミー作品賞受賞作品。公開当時に映画史上最高の興行収入を記録したこともあり、映画でタイタニックといえば大概この映画のことを指すことが多い。
- The Chambermaid on the Titanic （1997年、フランス）

監督：ビガス・ルナ、出演：オリヴィエ・マルティネス、ロマーヌ・ボーランジェ、アイタナ・サンチェス＝ギヨン
- 親指タイタニック - Thumbtanic （1999年、アメリカ）

監督・出演：スティーヴ・オーデカーク
1997年の『タイタニック』をモチーフにしたパロディ映画。実写の目鼻が合成された「人間の親指」がキャラクターを演じている。日本では同様に『スター・ウォーズ』を親指で演じた『親指ウォーズ』と同時公開された。
- タイタニック物語 - La leggenda del Titanic （英題: The Legend of the Titanic、1999年、イタリア・アメリカ・スペイン）

監督：Orlando Corradi、金俊玉（Kim J. Ok名義）、声の出演：ジェーン・アレクサンダー、Gregory Snegoff
ファミリー向けアニメーション映画。
家計を助けるために富豪と意に沿わない結婚を強要される令嬢と、タイタニックに乗り込んだ鼠たちの話で、人間と動物が普通に会話できるのが特徴。大金持ちの手下がギャングのサメ(比喩やあだ名ではなく動物の)と共謀してタイタニックを沈没に導こうとする。
ふとした事で知り合った鼠が令嬢の身の上に同情して結婚を阻止しようとする。その一方で手下から依頼を受けたサメが巨大なタコを言葉巧みに騙してタイタニックの進路上に巨大な氷山を投擲するという筋書きになっている。
結婚相手の富豪が捕鯨で巨万の富を目論む、登場人物や動物が事あるごとに鯨保護を訴えるなどタイタニックをダシにして反捕鯨を訴えている。また、救命ボートは乗員乗客全てを収納できる数があったこと、助けがあったことから事実に反してタイタニックの乗員乗客全員が助かるという破天荒な内容になっている。
- Titanic - La leggenda continua （英題: Titanic: The Legend Goes On、2000年、イタリア）

監督：カミロ・テティ、声の出演：Francesca Guadagno、Francesco Pezzulli
イタリアのアニメーション映画。
- ジェームズ・キャメロンのタイタニックの秘密 - Ghosts of the Abyss （2003年、アメリカ）

監督・出演：ジェームズ・キャメロン、出演：ビル・パクストン
ドキュメンタリー映画。ジェームズ・キャメロンが海底に眠るタイタニック号に迫った3D映画。
- Tentacolino （英題: In Search of The Titanic、2004年、イタリア）

監督：金俊玉（Kim J. Ok名義） 、声の出演：ジェーン・アレクサンダー
アニメーション映画。La leggenda del Titanic （1999年）の続編。
- タイタニック2012 - Titanic II （2010年、アメリカ）

監督・出演：シェーン・ヴァン・ダイク、出演」ブルース・デイヴィソン、ブルック・バーンズ、
タイタニック沈没から100年後に再びタイタニック号を造り沈没するのかを調べるために3000人を乗せ航海に出発する。
- The Last Signals （2010年、アメリカ）

監督・出演：Thomas Lynskey、出演：Jacob Swing、Robert Bagdon
インディペンデントによる42分のショートフィルム。タイタニック号のハロルド・シドニー・ブライド（英語版）二等通信士を描く。
- Saving The Titanic （2012年、 アイルランド、ドイツ）

監督：Maurice Sweeney、出演：David Wilmot、Ciaran Mcmenamin
PBSにて放送された90分ドキュメンタリードラマ。機関長ジョセフ・ベル、火夫長フレデリック・バレットらを中心に、最下層甲板でタイタニック号の延命に尽力した機関士･火夫･電気技師の奮闘を描く。設計士トーマス・アンドリューズなど数名の例外を除き、スミス船長を始めとする最下層甲板乗員以外の人物は登場しない。損傷がリベット脱落によるものとされたこと、第5ボイラー室石炭庫への浸水、非常用発電機の起動、第6･第5ボイラー室間防水隔壁の崩壊などの描写が映像化されている。一方で衝突時に全速後進が発令されない、センタースクリューが逆回転する描写がある、ロケット弾が船首から打ち上げられるといった事実と異なる点も存在する。
- Titanic (2012 miniseries) （2012年、イギリス・ハンガリー・カナダ）

監督：Jon Jones、出演：Linus Roache、Geraldine Somerville
イギリス、ハンガリー、カナダ共同制作のテレビミニシリーズ。それぞれ出港から沈没までを別視点で描く4エピソードから構成されている。後のエピソードになるほど先行エピソードで張られた伏線が回収されていき、第4エピソードにて1つに収束するという演出がなされている。
- Titanic: Blood and Steel （2012年、アイルランド）

監督：Ciaran Donnelly、出演：ケヴィン・ゼガーズ、リアム・カニンガム
タイタニック号の建造過程をハーランド・アンド・ウルフ造船所技師の視点から描くテレビドラマ。全12話。